# Apteromicra parva
Apteromicra parva är en tvåvingeart som beskrevs av Papp 2004. Apteromicra parva ingår i släktet Apteromicra och familjen kärrflugor.
Artens utbredningsområde är Nepal. Inga underarter finns listade i Catalogue of Life.